# I Am the Best
„I am the best“ (на корейски: 내가 제일 잘 나가; на български: „Аз съм най-добрата“) е сингъл от втория миниалбум на популярната южнокорейска група 2NE1 реализиран на 24 юни 2011. „I am the best“ е един от най-популярните сингли не само за групата, но и за цялата кей поп аудитория.

## Видеоклип
Видеоклипа излиза в официалната ютюб страница на 2NE1 на 27 юни 2011. Режисьора на клипа е Со Хьон-сънг, който е работил по някои от предишните им видеоклипове. Малко след излизането на клипа 4-членната група организира състезание за танци и победителят става L.Y.N.T-танцова група от Виетнам. На 5 октомври 2014 видеото достига 100 милиона гледания 

## Постижения
„I am the best“ стига до първа позиция в националната класация „Гаон“ продавайки 3 милиона и половина копия. В Япония не достига високи класации, но въпреки това групата печели няколко награди.
След като участват в американското шоу „The Bachelor“ сингъла се изкачва на първа позиция в iTunes в САЩ и трета в Канада.

## Класации
| Класация               | Позиция | Година |
| ---------------------- | ------- | ------ |
| Gaon Singles Chart     | 1       | 2011   |
| US World Digital Songs | 1       | 2014   |